# Bois-Guillaume

Bois-Guillaume este o comună în departamentul Seine-Maritime, Franța. În 1 ianuarie 2022 avea o populație de 14.497 de locuitori.